# 桜井長雄
桜井 長雄（さくらい ながお、Sakurai Nagao、1896年 - 1973年7月）は、大正から昭和にかけて活躍した日本の造園家、作庭家。戦前期は旧宮内省技師などとして、戦後はアメリカ合衆国に渡り、主に西海岸で活躍した。

## 生涯
1896年（明治29年）山梨県生まれ。
1920年（大正9年）、東京帝国大学農学部実科林学科を卒業。同学科造林学第二講座に発足した造園学教室で田村剛に最初からランドスケープアーキテクトとしての教育を受けた最初の人物となる。
学校卒業後は宮内省に入省。宮内技手として1年間、諸陵寮勤務。桃山御陵造園植栽などを手がけている。翌年から内匠寮勤務。東京の皇居を中心に庭師のチーフとして携わり、以降、名の知られた造園家となる。
1937年（昭和12年）には帝室博物館の造園設計施工担当を務め、同年で宮内省を退職。
1938年（昭和13年）に日本附属庭園造園指導監督主任技師に就任。ニューヨーク万国博覧会 (1939年)（紐育桑港万国博覧会）で日本出展庭園を設計するために時の日本政府によって派遣される。同年には造園と観光施設研究を目的に、ヨーロッパに視察出張している。
帰国後、日産厚生園主任嘱託。1942年（昭和17年）に厚生園長就任。
戦後はGHQルーズベルトレクリエーションセンター管理人、GHQスペシャル・サービス管下の造園主任などを歴任。1952年（昭和27年）GHQ退官。その後は桑港国際庭園博覧会日本参加姿員会嘱託などをつとめる。
1950年代に米国に移住。日本文化がちょうど第二次世界大戦後の受け入れがなされ始めたときに、当時のアメリカでの日本庭園の主要な戦後のデザイナーの一人となっていく。

## 主な作品
以下は、アメリカ合衆国での実績。
- 「禅ガーデン」（Zen Garden）

ゴールデンゲートパークのジャパニーズ・ティー・ガーデン（Japanese Tea Garden）内にある日本式の枯山水庭園。ティー・ガーデンの正面部分の改修も。1953年竣工。
- Shikyoen（現在のUCLAハンナ・カーター日本庭園）

カリフォルニア州で初期代表作の一つ。ロサンゼルスのゴードン・Guibersonために1962年に完成した。京都の庭園デザイナー中村かずおとのコラボレーション。カリフォルニア大学ロサンゼルス校がベルエアに所有する。学校側は庭園と隣接する邸宅の売却を発表しており、相続人4名が現在大学側に契約違反として庭園の売却差し止めを求め、ロサンゼルス郡上級裁に提訴している。
- Mickeグローブ地域公園内日本庭園

1965年
- サンノゼ日本友好庭園（San Jose Japanese Friendship Garden）基本設計

日本友好庭園とも日本友情庭園とも訳される。カリフォルニア州サンノゼのケリー・パーク（Kelly Park）内にある池泉回遊式庭園の日本庭園。1957年に岡山市とサンノゼ市が姉妹都市となり、造られた。岡山後楽園を模している。1965年に開園。実施設計は地元日系ガーデナーHisaichi Harry Tsugawaで、このほかにボランティアスタッフや多くの樹木や材料の寄付を受けている。
- サンマテオ・セントラルパーク内日本庭園（Japanese Tea Garden[2]）

カリフォルニア州サンマテオにある。小規模。1966年に開園。2004年にはジャパニーズガーデン誌が選ぶ北米の日本庭園にも選ばれている。
- マニトーパーク内西宮つたかわ日本庭園

1967年-1974年、ワシントン州スポケーン。スポケーンは西宮市と姉妹都市。最晩年の作。